# Schokkers
Le schokkers est le dialecte parlé jusqu'au XIXe siècle sur l'île de Schokland, dans la province néerlandaise de Flevoland. C'est un dialecte bas saxon, proche du urks.
Après l'évacuation de Schokland en 1859, les anciens habitants de l'île, qui se sont installés dans les villes de Volendam, Kampen et à Vollenhove, ont conservé l'usage de cette langue. Actuellement, le schokkers n'est plus parlé, bien que des associations s'efforcent de le maintenir vivant.